# Cantón de Rozay-en-Brie
El cantón de Rozay-en-Brie era una división administrativa francesa, que estaba situada en el departamento de Sena y Marne y la región de Isla de Francia.

## Composición
El cantón estaba formado por veintidós comunas:
- Bernay-Vilbert
- Courpalay
- Crèvecœur-en-Brie
- Dammartin-sur-Tigeaux
- Fontenay-Trésigny
- Hautefeuille
- La Chapelle-Iger
- La Houssaye-en-Brie
- Le Plessis-Feu-Aussoux
- Les Chapelles-Bourbon
- Lumigny-Nesles-Ormeaux
- Marles-en-Brie
- Mortcerf
- Neufmoutiers-en-Brie
- Pézarches
- Rozay-en-Brie
- Tigeaux
- Touquin
- Vaudoy-en-Brie
- Villeneuve-le-Comte
- Villeneuve-Saint-Denis
- Voinsles

## Supresión del cantón de Rozay-en-Brie
En aplicación del Decreto n.º 2014-186 de 18 de febrero de 2014, el cantón de Rozay-en-Brie fue suprimido el 22 de marzo de 2015 y sus 22 comunas pasaron a formar parte; dieciséis del nuevo cantón de Fontenay-Trésigny, tres del nuevo cantón de Coulommiers, dos del nuevo cantón de Ozoir-la-Ferrière y una del nuevo cantón de Serris.